# Uileacu de Munte
Uileacu de Munte (węg. Hegyközújlak) – wieś w Rumunii, w okręgu Bihor, w gminie Paleu. W 2011 roku liczyła 508 mieszkańców.